# ميخائيل ريد (لاعب كرة قاعدة)
ميخائيل ريد (بالإنجليزية: Michael Reed)‏ هو لاعب كرة قاعدة أمريكي، ولد في 18 نوفمبر 1992 في سيدار بارك في الولايات المتحدة.

## وصلات خارجية
- ميخائيل ريد على موقع دوري كرة القاعدة الرئيسي (الإنجليزية)
- ميخائيل ريد على موقعبيزبول رفرنس.كوم (الدوري الرئيسي) (الإنجليزية)
- ميخائيل ريد على موقعبيزبول رفرنس.كوم (الدوري الثانوي) (الإنجليزية)
- ميخائيل ريد على موقع إي إس بي إن.كوم (أم.أل.بي) (الإنجليزية)
- ميخائيل ريد على موقع مشجعي الرسوم البيانية (الإنجليزية)